# Fulrad van Saint-Quentin
Fulrad van Saint-Quentin (Karolingische Rijk, 2e helft 8e eeuw - Lobbes, 31 januari 826) was abt van de abdij van Saint-Quentin (771-826) en later ook van de abdij van Lobbes (circa 822-826).

## Levensloop
Fulrad was een telg van het heersende koningshuis der Karolingers. Hij was een neef van Karel de Grote. Zijn vader was Hieronymus, een buitenechtelijk kind van Karel Martel en Ruodhaid. Fulrad was de tweede van de drie zonen van Hieronymus en Ermentrudis. Fulrad was eveneens een neef van Drogo van Metz, die als Karolinger en bisschop van Metz een belangrijk figuur was aan het hof van Karel de Grote.
In 771 stierf zijn vader Hieronymus, lekenabt van de benedictijnenabdij van Sint-Kwinten, Saint-Quentin was de hoofdplaats van de Karolingische pagus Vermandland.
Fulrad, als tweede zoon, volgde zijn vader op in dit kerkelijk ambt. Fulrad nam deel aan synodes zoals deze van Noyon (814). In datzelfde jaar verkreeg hij van Karel de Grote de toestemming en de geldelijke middelen om de abdijkerk van Sint-Kwinten herop te bouwen. Bisschop Drogo van Metz wijdde de kerk opnieuw in in het jaar 823.
In 806 benoemde Karel de Grote hem tot een van zijn missi dominici. Zo trok Fulrad trok mee met het leger van Karel de Grote naar het oostelijk (en opstandig) deel van Saksen (806). Mogelijk ging Fulrad op andere missies in de jaren die volgden, omwille van de status die hij bezat aan het Karolingische hof.
Circa 822 ontving hij een tweede abtsbenoeming. Hij werd abt van Lobbes in Henegouwen, met behoud van zijn abtenfunctie in Sint-Kwinten. Hij stierf er in 826.